# Arquitectura del siglo XX en Málaga

### De principios delsigloXXhasta la Guerra Civil

#### Arquitectura burguesa y balnearia

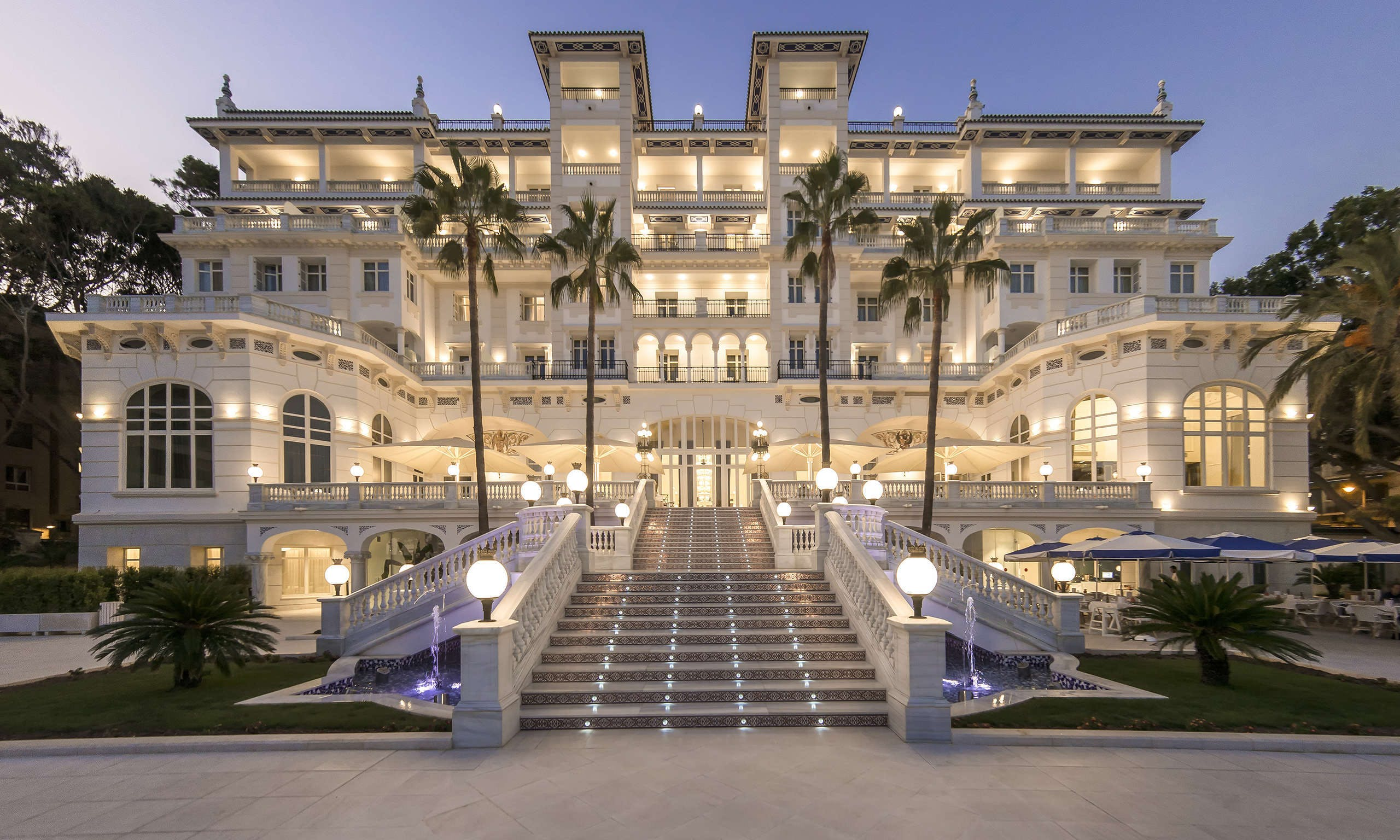
Hotel Miramar, de Fernando Guerrero Strachan

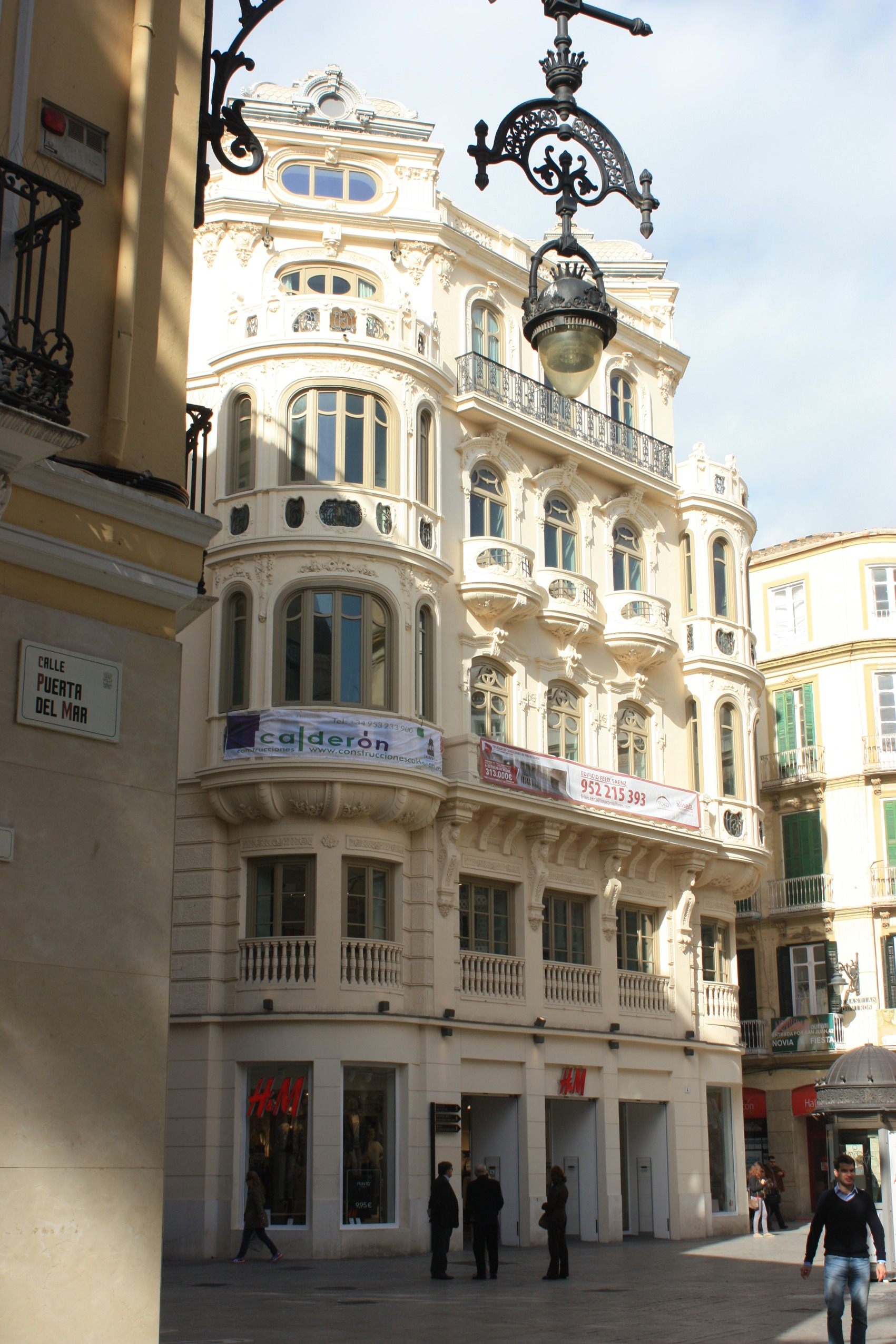
Antiguos almacenes Félix Saenz, obra de Manuel Rivera Vera

Las grandes operaciones urbanas de finales del siglo XIX, como la construcción de la calle Marqués de Larios, el Parque de Málaga y el Paseo de Sancha, definen la arquitectura de las primeras décadas del siglo XX: bulevares burgueses de edificios públicos, comerciales y de viviendas de renta, en el centro histórico, y arquitectura balnearia junto al mar, con lujosos hoteles y villas destinadas a las familias de la alta sociedad: los Álvarez Net, los Loring, los Gross, los Villapadierna, los Peralta, los Vergara Utrera, los Souvirón, los Bolín, los Garrett, los Krauel, los Pérez Bryan, los López Cózar, los García Herrera, los Heredia o los Álvarez de Toledo… Son obras de una arquitectura ornamentada y lujosa, de un historicismo ecléctico que mezcla referencias neomudéjares, neoárabes, neobarrocas e influencias modernistas. Tanto los edificios privados como los públicos se diseñan para el uso de una misma élite social de propietarios, industriales, empresarios, profesionales liberales y altos cargos de la administración, que forma el estrato dirigente de la ciudad burguesa y que también es el principal consumidor de los espacios de ocio, cultura y moda de la nueva ciudad.   

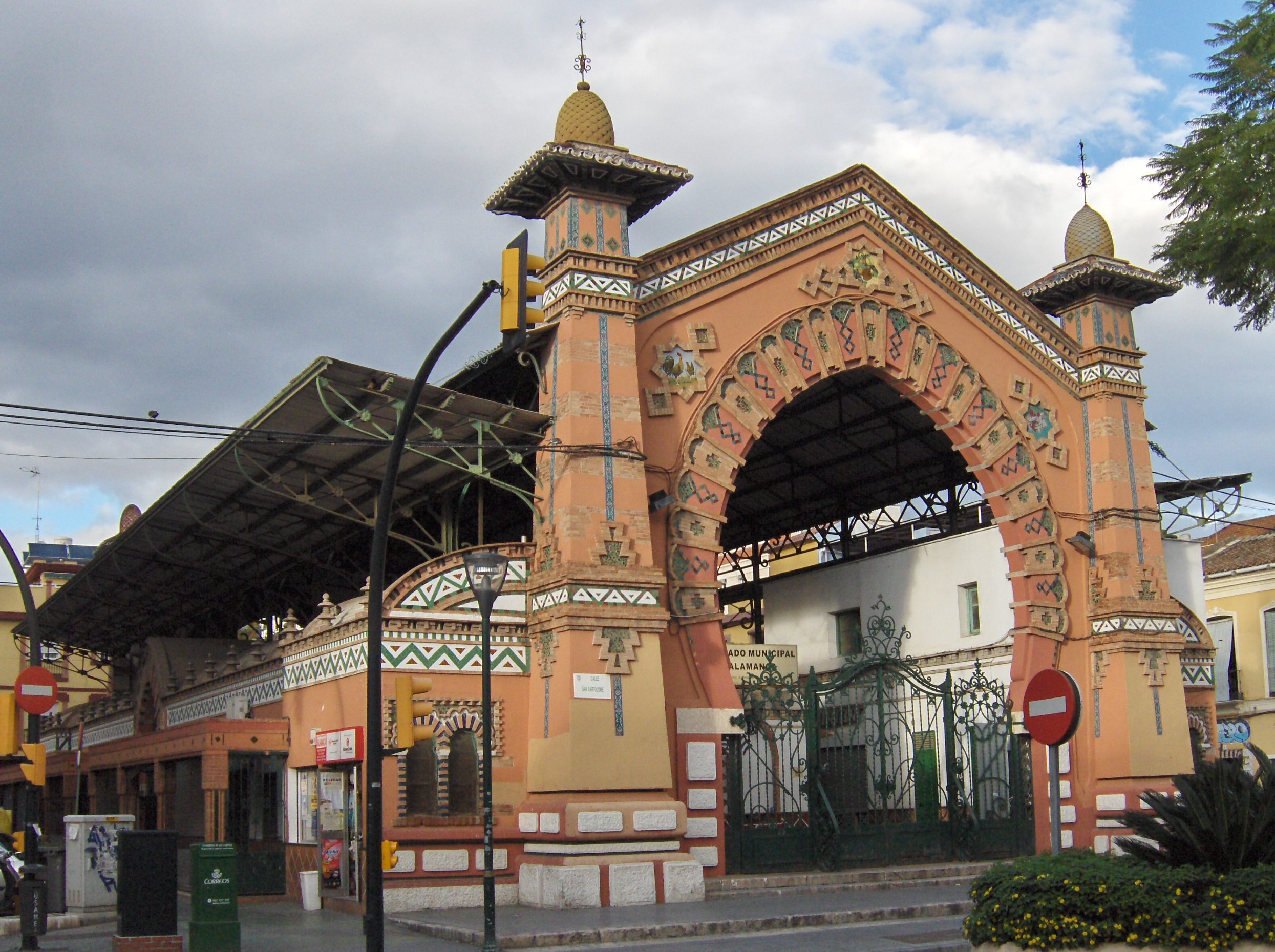
Mercado de Salamanca, de Daniel Rubio.

Fernando Guerrero Strachan, sobrino de Eduardo Strachan, es el autor de los primeros grandes hoteles junto a la playa, el Hotel Hernán Cortés (1919), actual Hotel Caleta Palace, y el Hotel Príncipe de Asturias, actual Hotel Miramar (1926). Proyecta también lujosos edificios de viviendas como las casas de Félix Sáenz (Paseo de Reding, n.º 37; 1922) o las viviendas de la calle Juan Díaz, n.º 4 (1922) y varias villas en La Caleta y el Monte Sancha, como La Bougainvillea o la actual sede del Colegio de Arquitectos de Málaga (1924). Manuel Rivera Vera, hijo del también arquitecto municipal y provincial Manuel Rivera Valentín, construye los Almacenes Félix Sáenz (1914), el Teatro Echegaray (1932) y villa Suecia (1904), en el Limonar. Strachan y Rivera colaboran en el proyecto de la antigua sede del Banco Hispanoamericano (1914) y en la Casa Consistorial (1919). Teodoro de Anasagasti construye poco después en el solar contiguo, la Casa de Correos y Telégrafos (1923), actual Rectorado de la Universidad de Málaga. Daniel Rubio, arquitecto municipal en la década de los años 20, se encarga del Mercado de Salamanca (San Bartolomé, n.º 1; 1925), del edificio de viviendas de Sagasta, n.º 5 (1925) y de Villa Fernanda (Paseo de Miramar, 16), así como del Plan de Ensanche (1929), que no se lleva a cabo. 

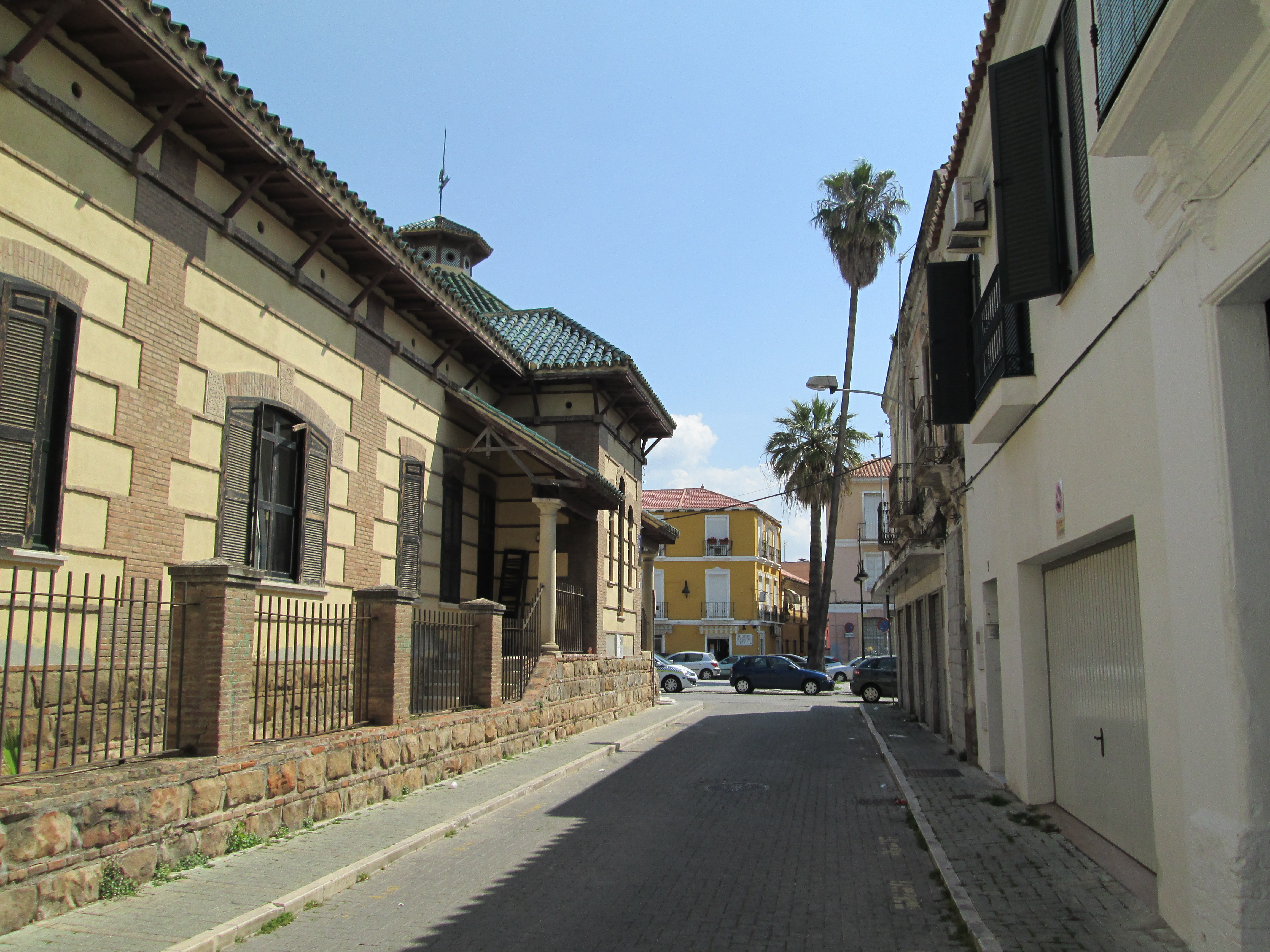
Antigua Casa del Socorro en El Perchel, obra de Fernando Guerreron Strachan, actual sede de la Policía Local.

Los mismos arquitectos también están detrás de los edificios de beneficencia como las antiguas casas del socorro de La Trinidad, actual sede la Policía Local (Llano de la Trinidad, 1918) y de El Molinillo, de Fernando Guerrero Strachan, y la antigua Casa de la Misericordia, actual sede del centro de creación La Térmica, construida por el arquitecto provincial Juan Nepomuceno Ávila, entre 1907 y 1912.

#### Ciudad Jardín
La arquitectura de las clases obreras y populares, con una situación habitacional más problemática, quedó expuesta en la gran riá del río Guadalmedina de 1907, que provocó grandes daños en los barrios de la desembocadura, El Perchel y La Trinidad, pero también motivó la solidaridad internacional y las donaciones internacionales que subvencionaron el Puente de los Alemanes y la barriada América. En este contexto de preocupación social por la vivienda popular se pone en práctica el modelo de Ciudad Jardín del Ebenezer Howard, en un barrio de Casas Baratas, diseñadas por Gonzalo Iglesias Sánchez Solórzano y construidas en las décadas de 1920 y 1930. 

#### Arquitectura racionalista

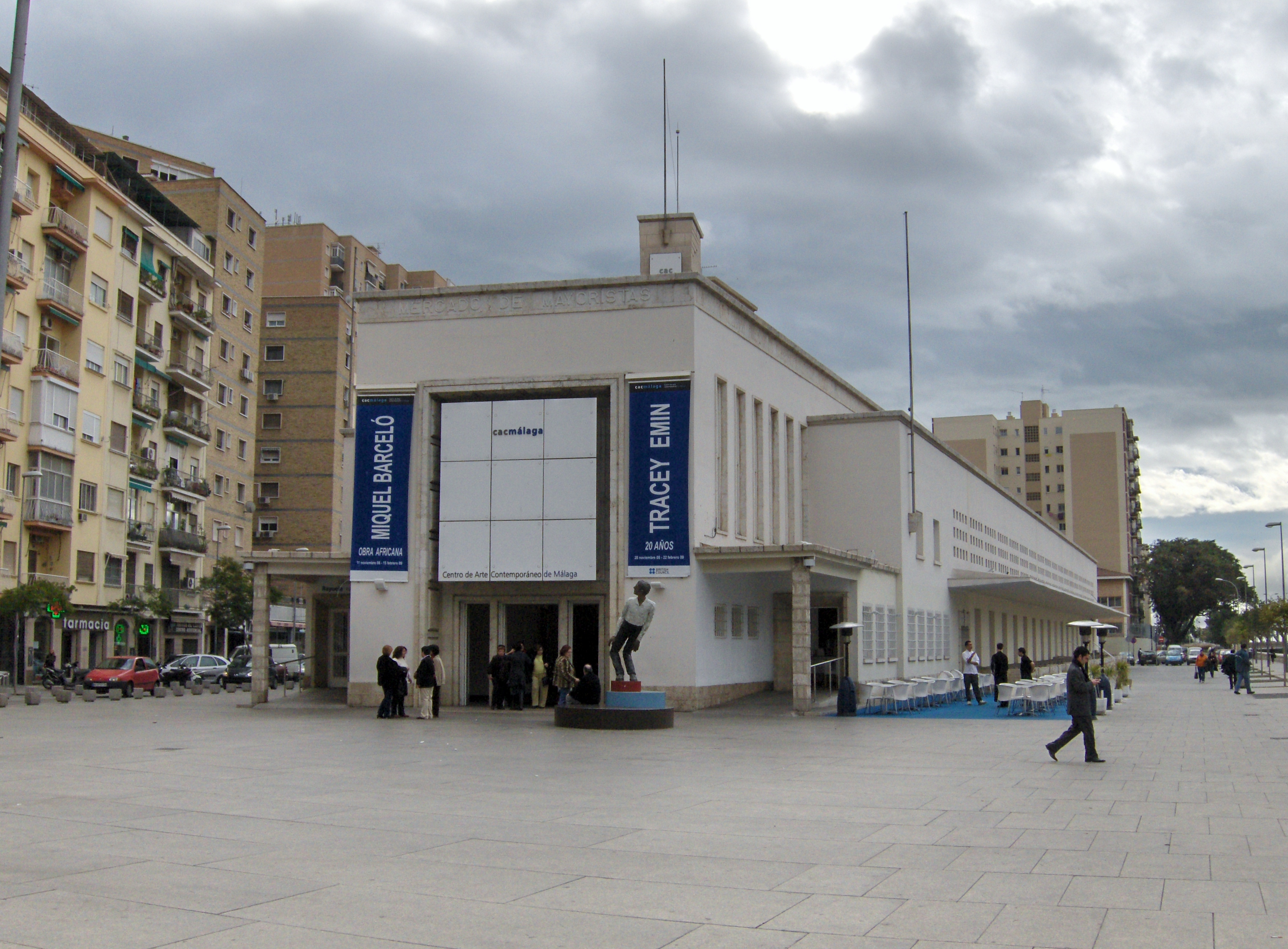
CAC, Antiguo Mercado de Mayoristas

El antiguo Mercado de Mayoristas de Málaga (1939-1942) entre el puerto y la desembocadura del río Guadalmedina, obra del arquitecto español Luis Gutiérrez Soto, que alberga desde 2003 el Centro de Arte Contemporáneo de Málaga (CAC Málaga) es probablemente el mejor ejemplo de la arquitectura racionalista de la ciudad, aunque se conservan otros como el edificio de viviendas de la plaza Uncibay, nº 9 (1935) de Enrique Atienza, que años más tarde se dedicaría a la restauración de iglesias y edificios religiosos, entre ellos la Catedral. En la vecina Antequera, se encuentra el Teatro-cine Torcal Municipal de Antonio Sánchez Esteve de 1934. 

### Dictadura de Franco

#### Autarquía

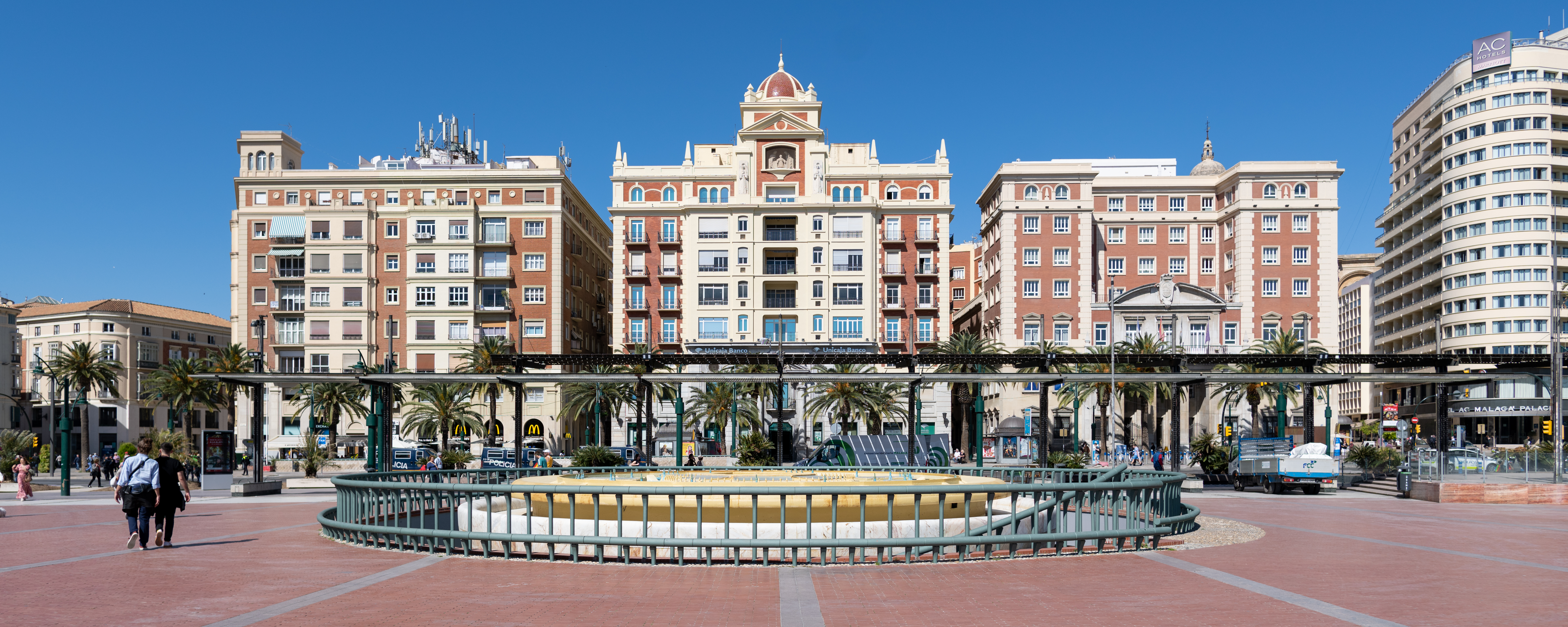
Plaza de la Marina

En la inmediata postguerra José González Edo redacta del Plan Urbanístico de la Ciudad de Málaga de 1948 y construye el cine Albéniz (1945), junto al Teatro Romano, el edificio de viviendas “El desfile del Amor” (Paseo de Reding, n.º 16; 1956) y el edificio del cine Actualidades en la calle Granada, n.º 23 (1943).

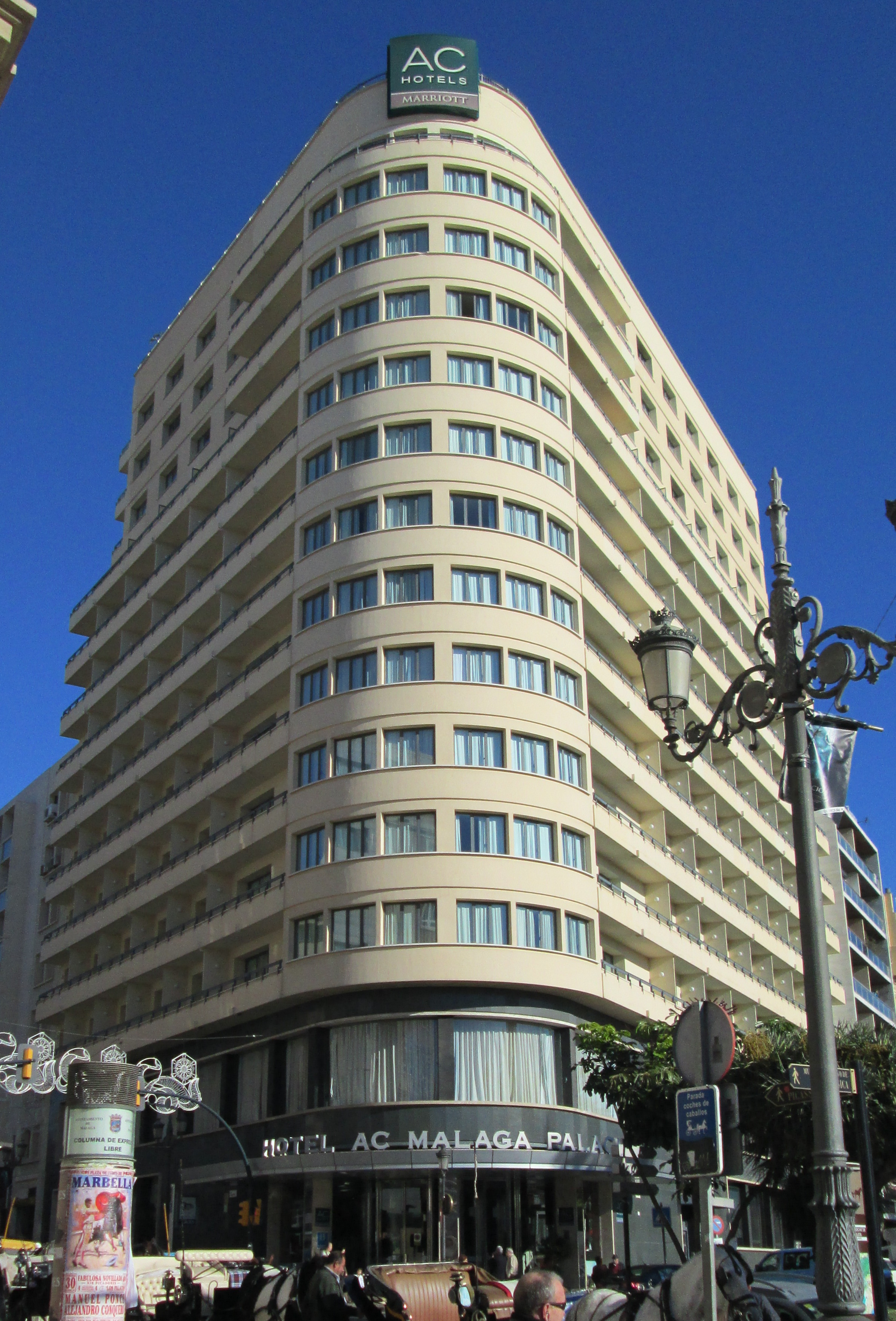
Antiguo Hotel Málaga Palacio

Algunos de los arquitectos adscritos al Movimiento Moderno y al GATEPAC durante la República, modifican su estilo durante el primer franquismo adoptando un mayor monumentalismo y alejándose de la vanguardia. Es el caso de Luis Gutiérrez Soto, que vuelve a construir en la ciudad la Casa de los Sindicatos (1948-1957) y de Fernando García Mercadal, coautor junto a Pablo Cantó de las Casas de Cantó, y junto a Ramón Aníbal-Álvarez del proyecto del edificio Taillafer (1955, Alameda Principal, 6). Miguel Fisac recupera la visión moderna en el Instituto de Nuestra Señora de la Victoria (Paseo de los Martiricos, 1955). Juan Jáuregui Briales, que había colaborado con Gutiérrez Soto en la dirección de obra de sus proyectos malacitanos, construye los tres edificios monumentales en la Acera de la Marina. Poco después recupera el lenguaje moderno en La Equitativa, junto a Manuel Cabanyes, y sobre todo en los dos edificios que marcan el inicio de la arquitectura turística en la Costa del Sol, el Hotel Málaga Palacio (Cortina del muelle, n.º 1; 1957, proyecto; 1968, construcción) y el Hotel Pez Espada (1959) en Torremolinos.

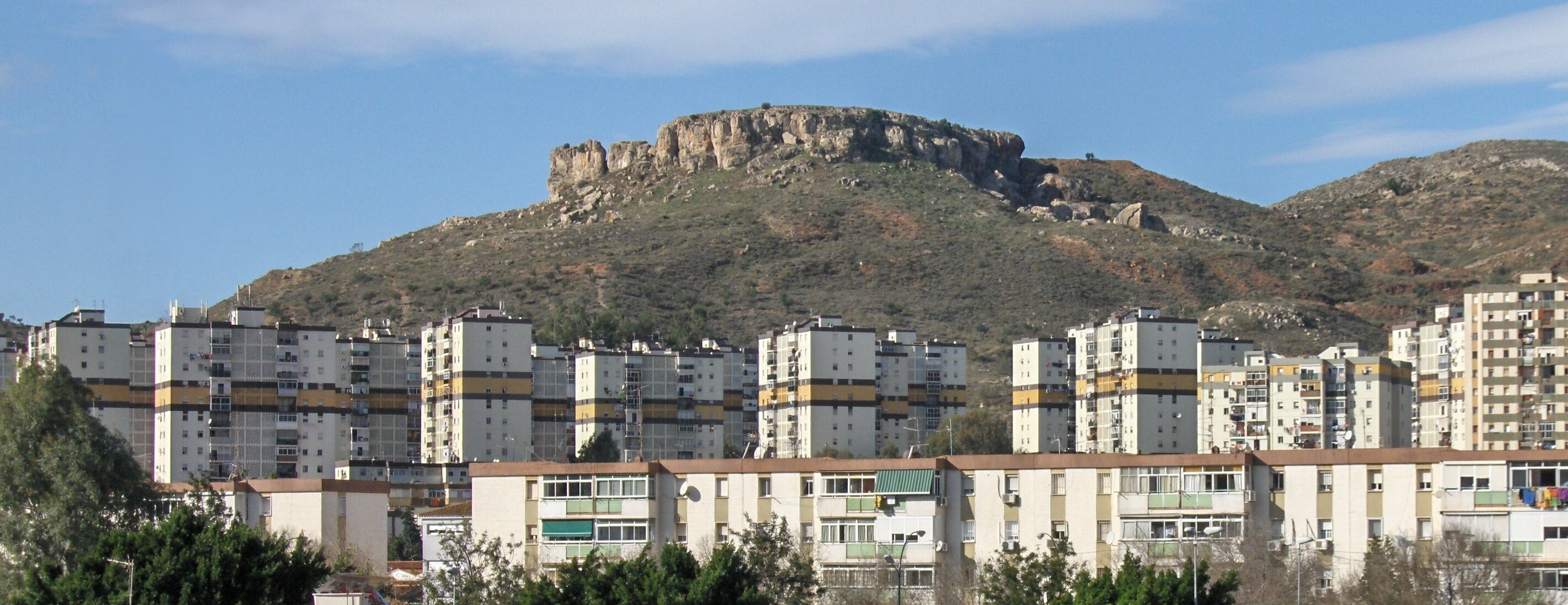
La Palmilla y Monte Coronado

La casa Lange (camino de Santa Paula, n.º 6; 1959) de Robert Mosher y José Relaño, inspirada en Frank Lloyd Wright y construida para un militar americano, coincide en el tiempo con la visita del presidente Eisenhower a España, que avala el reconocimiento internacional del régimen de Franco y el fin de la autarquía. 

#### Desarrollismo

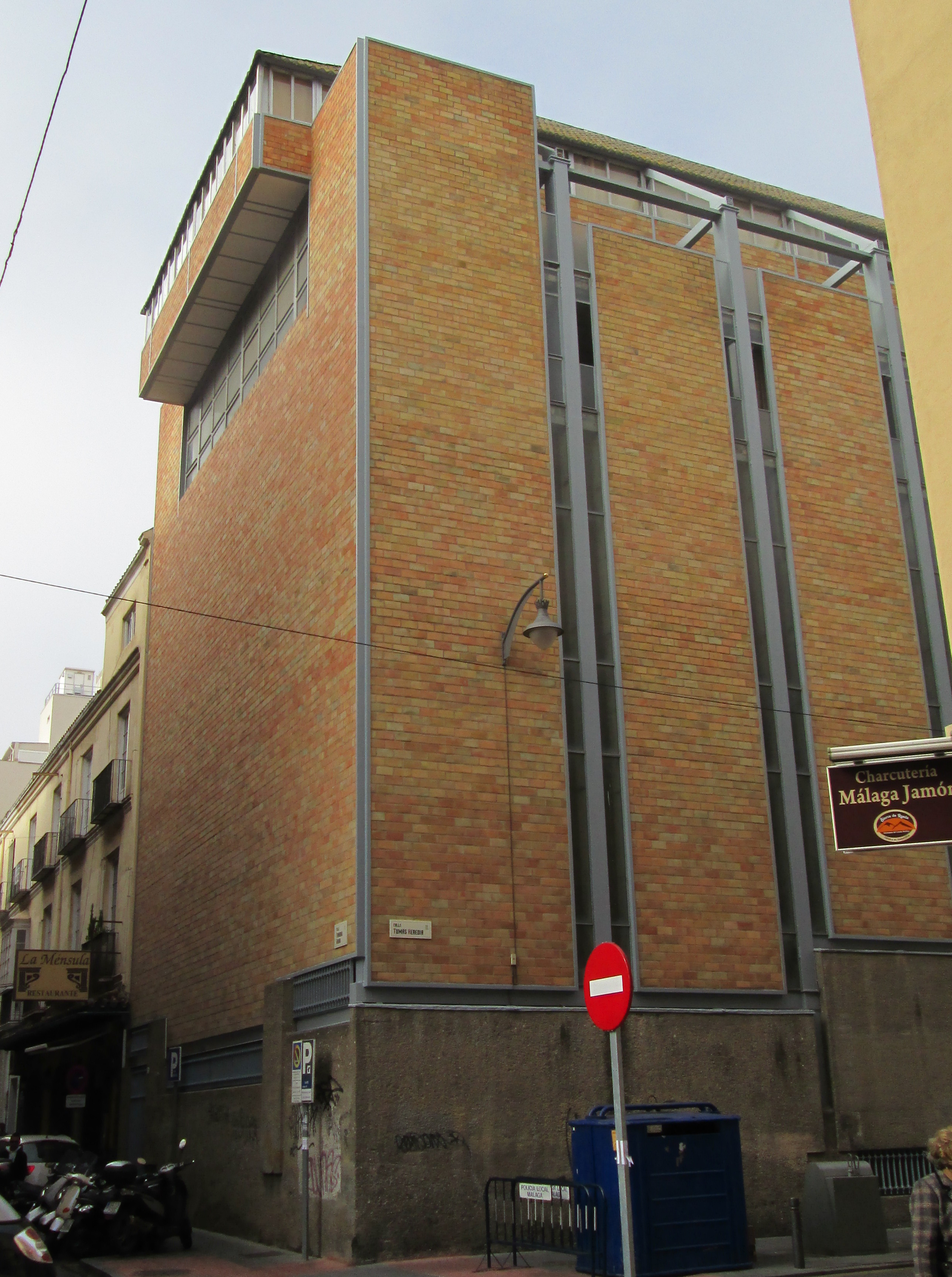
Iglesia Stella Maris

La economía española experimenta un enorme crecimiento entre 1959, año del Plan de Estabilización, y la crisis del petróleo de 1973. El tardofranquismo coincide con los años dorados del capitalismo en Europa, un período que en España está marcado por grandes movimientos de población: éxodo rural, inmigración y turismo. Como en otras capitales, en Málaga crecen los barrios de bloques como La Palmilla, La Virreina, 720 Viviendas, La Paz, Puerta Blanca, etc. mientras que en los municipios de la Costa del Sol se desarrolla una arquitectura turística y de ocio con proyectos como la Ciudad Sindical de Vacaciones Tiempo Libre de Marbella, obra de Ángel Cadarso del Pueyo y Manuel Aymerich Amadiós (1956 - 1962) y el Palacio de Congresos y Exposiciones de la Costa del Sol (1968) de Rafael de la Hoz y Gerardo Olivares James. El colegio de las Teresianas, de Manuel Barbero Rebolledo y Rafael de la Joya Castro (1963), situado en el Monte Sancha y compuesto por volúmenes blancos que se escalonan por la pendiente, emplea un lenguaje cercano a una arquitectura mediterránea vernácula reinterpretada por el turismo en esos años y de una estética cercana a otros proyectos coetáneos como la Ciudad Blanca de Alcudia de Sáenz de Oíza.
En el Ensanche Heredia, José María García de Paredes, construye la Iglesia y convento de Santa María de Belén (1964), actualmente denominada Stella Maris, que destaca por un uso abstracto y austero del ladrillo. 
La etapa franquista acaba con dos obras de infraestructuras docentes que anticipan la importancia de esta arquitectura en la siguiente etapa histórica: el pabellón para los Talleres, Laboratorios y servicios anexos de la Escuela de Ingeniería Técnica Industrial (1968-1972), actual Escuela Técnica Superior de Arquitectura de Málaga, de Francisco del Castillo Carballo y Jesús de la Cal Quílez; y la Antigua Universidad Laboral una obra de 1973 del arquitecto Fernando Moreno Barberá construida principalmente en hormigón y cercana al brutalismo. 

### Período democrático

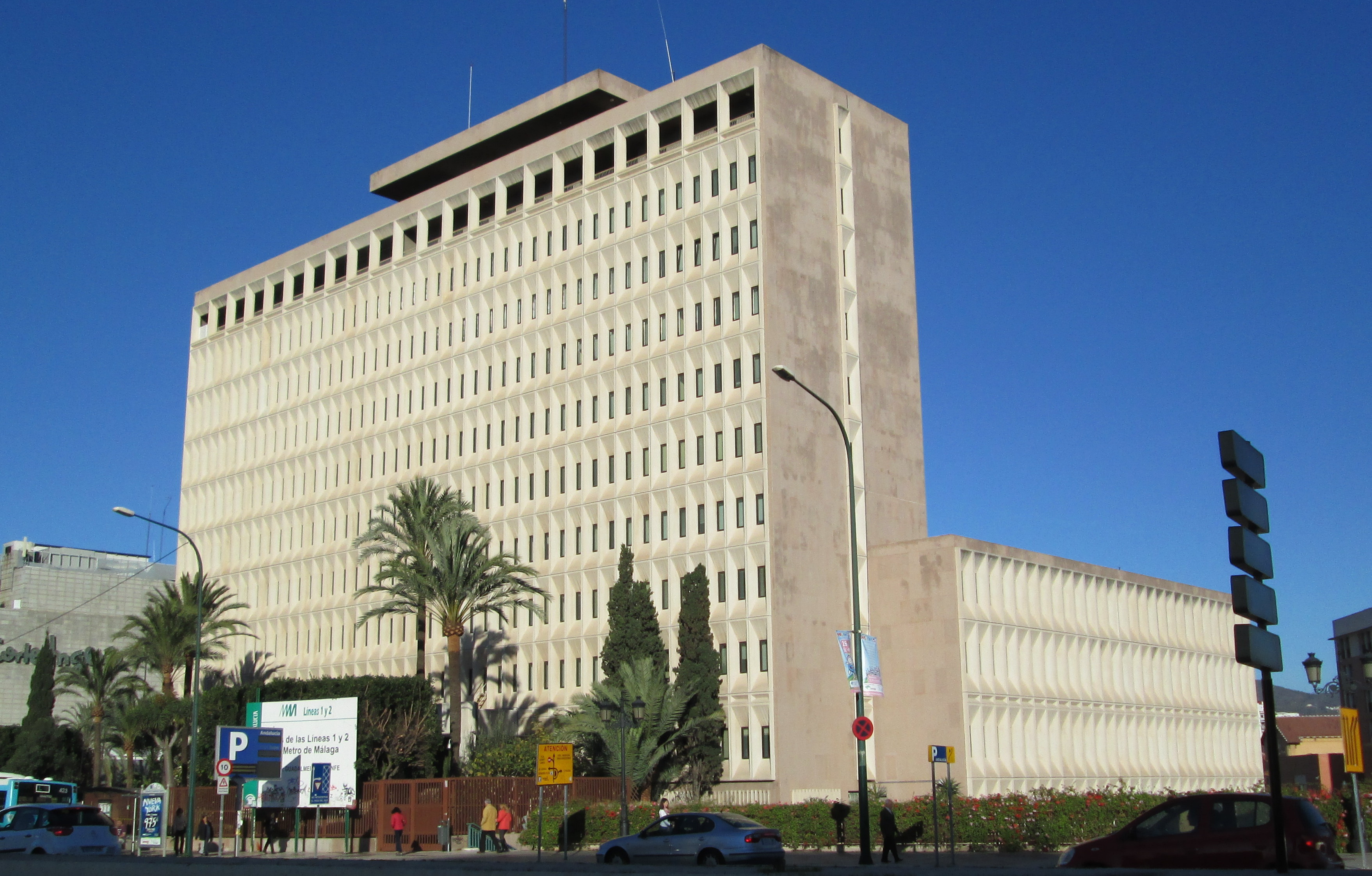
Delegación de Hacienda

#### Transición

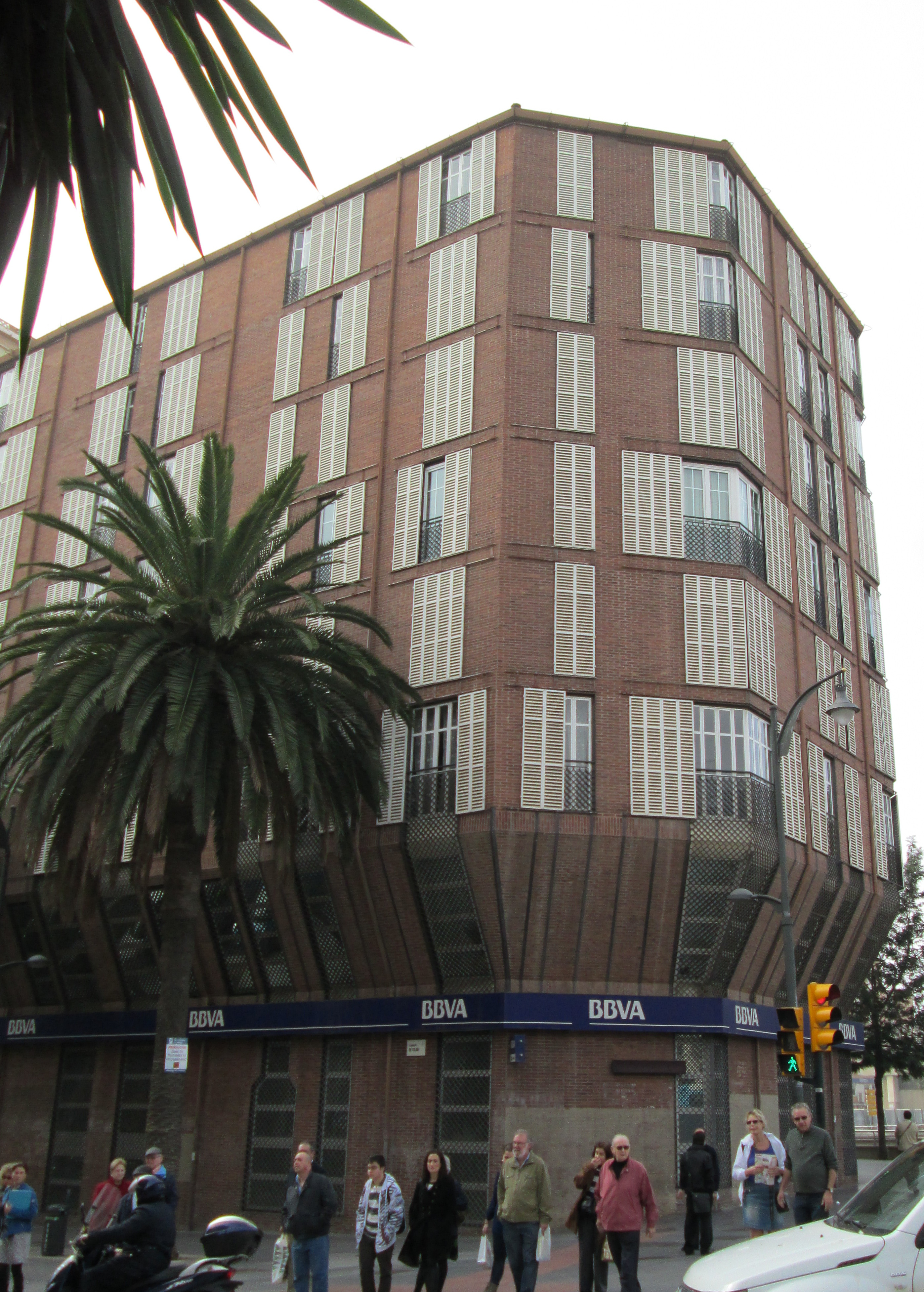
Alameda de Colón n.º 2

En la confluencia de la Alameda principal, la Alameda de Colón y la avenida de Andalucía, se construyen en poco tiempo varios edificios que ejemplifican las diferentes tendencias arquitectónicas que coinciden en los años del final de la dictadura y los primeros tiempos de la democracia. El edificio de la Delegación de Economía y Hacienda se ubica en la parcela número 4 del entonces denominado Polígono Residencial "Prolongación de la Alameda". El proyecto de los arquitectos José Luis Dorronsoro y Eduardo Caballero es de 1973 y la construcción se completa 1979. Al otro lado del río (en el n.º 2 de Alameda de Colón),  Ramón Vázquez Molezún construye un edificio de viviendas para los trabajadores del Banco Exterior de España. Un mismo contexto urbano, se interpreta en los dos casos con criterios y lenguajes distintos: en el edificio de Hacienda se despliega una arquitectura abstracta de grandes volúmenes y construcción con hormigón prefabricado; mientras que Vázquez Molezún opta por recuperar en su edificio elementos de la arquitectura tradicional como las celosías de madera y las fachadas de ladrillo, .

#### Finales delsigloXX

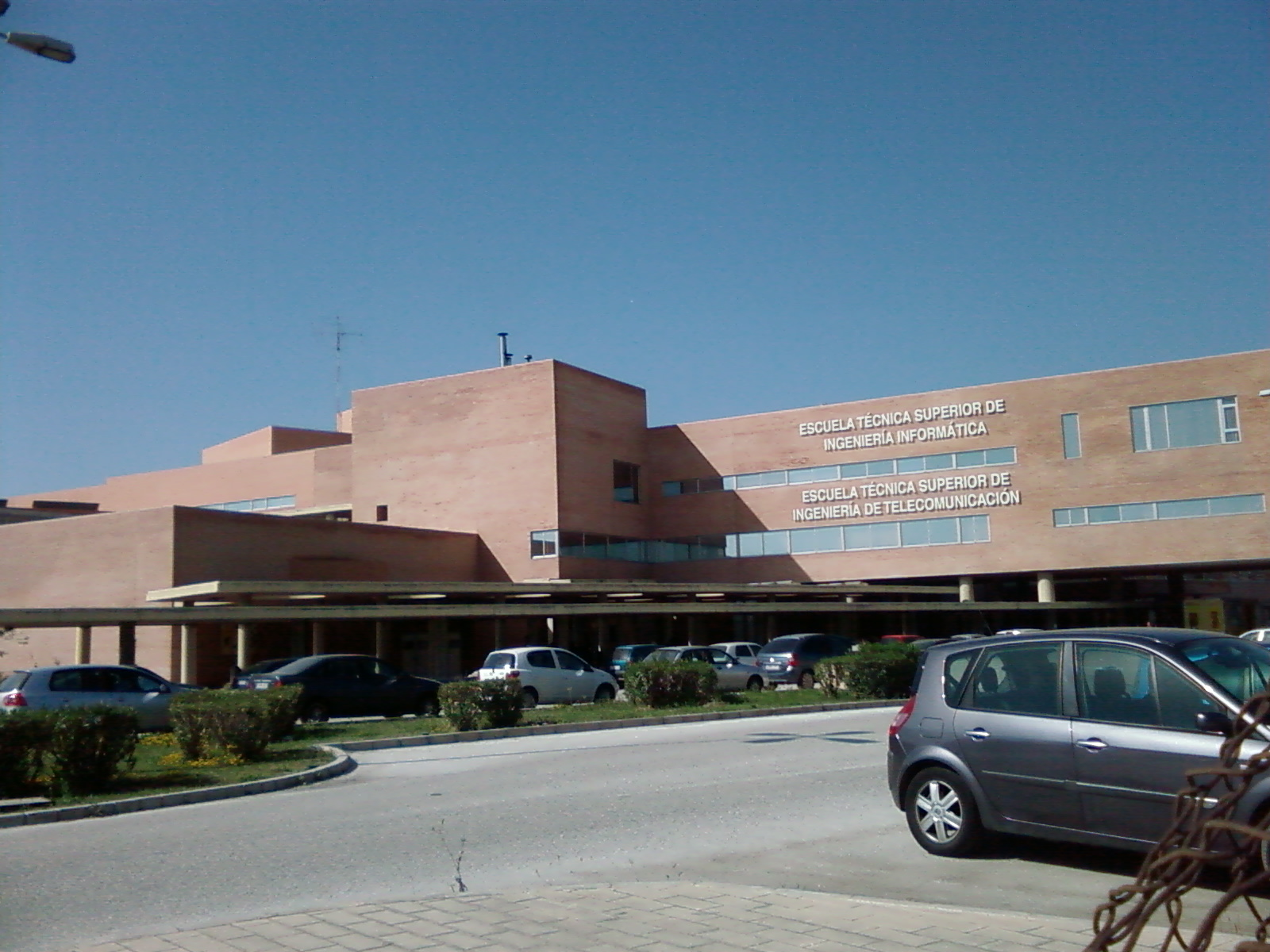
Escuela Técnica Superior de Ingeniería Informática

La construcción del Campus de Teatinos de la Universidad de Málaga, al Oeste de la ciudad, a lo largo del Bulevar Louis Pasteur y junto a la autovía A-357, con un urbanismo de grandes espacios abiertos y edificios horizontales, entre los que destacan la Escuela Técnica Superior de Ingeniería Informática de José Antonio Corrales (1995) y la residencia universitaria de José Antonio Martínez Lapeña y Elías Torres (Próspero Merimé, s/n; 1996), inicia uno de los principales proyectos de desarrollo de la ciudad que tendrá su continuidad en el siglo XXI. 